# La légende d'eer
La légende d'eer (1977-1978) es una pieza electroacústica para ocho canales compuesta por Iannis Xenakis.
La légende d'eer es una obra que se encuadra dentro de los Diátopos, término que Xenakis concede a algunas de sus obras que son instalaciones sonoros y visuales. Esta obra, pues, es un todo compuesto por arquitectura, música electrónica, una parte visual compuesta de 4 Láseres computerizados y 400 espejos, y 5 textos en los que se encuentra el texto que da nombre al título de la obra.
El título hace referencia al Mito de Er, una leyenda que aparece al final de La República de Platón. Muy interesado por la mitología y la psicología, Xenakis, compone esta obra electrónica que desborda sus anteriores composiciones electrónicas, nos presenta, a través de influencias de Pascal y las teorías sobre las Supernova divulgadas en la revista de Scientific American, un estridente paisaje sonoro que comienza en unos tonos agudos y que poco a poco se van trasformando en grandes olas, un proceso de acumulación que cada vez se va volviendo más complejo, con densas texturas, de timbres muy diversos. El uso de Glissandos también esta presente en este obra, es un recurso muy usado por Xenakis pues pone de manifiesto la continuidad del sonido cuestionando el concepto de nota.
- Datos: Q24960830